# Ошин II (князь Корикоса)
Ошин II Хетумян или Ошин Корикоский (? — 26 февраля 1329) — армянский князь Корикоса, регент короля киликийского армянского государства Левона V. Происходил из рода Хетумидов (Хетумян). Сын Хетума Патмича и Изабеллы Ибелин.

## Биография
Ошин II родился в семье правителя Корикоса Хетума Патмича (Хетума Историка) и его жены Изабеллы Ибелин. При короле Ошине, был одним из командующих армянской армией. Вел войны на севере страны. В 1318 году в пределы королевства вторглись караманиды Ошин Корикоский, став во главе киликийских войск, выступил навстречу и разбил их. В 1320 году умирает король Киликии, трон по наследству переходит его сыну и наследнику Левону IV. Однако, на момент смерти отца последний был несовершеннолетним, поэтому был сформирован регентский совет, который избрал регентом Ошина. Регент взяв бразды правления в свои руки, для укрепления власти, выдал свою дочь Алису замуж за малолетнего Левона IV, а сам берет жены в вдову покойного короля Жанну Анжуйскую. Действия регента не понравились князьям королевства. В результате Киликия, на фоне того как враги государства множили свои удары, погрязла в несвоевременных раздорах. В свою очередь, Ошин желая пресечь всякие притязания на трон, приказывает убить Изабеллу, вдову Амори Тирского и тётю малолетнего короля Левона IV, а заодно и её старшего из четырёх выживших сыновей. Второй по старшинству сын Ги де Лузиньян, позже известный как король Костандин III, во время убийства он находился в Константинополе у своей тёти, сестры его матери, византийской императрицы Риты. Двое других Жан и Боэмунд были сосланы к госпитальерам на остров Родос. Вскоре Ошин просит папу римского Иоанна XXII учредить католический епископат в своем родном городе Корикосе. Несмотря на то что, произошло это не скоро, вероятно в 1328 году, с политической точки данный поступок явился дополнительным толчком к развитию про-католического влияния в стране. За то время, что Ошин был регентом, ослабление страны сопровождалась усилением католического церковного влияния и давления со стороны папства в вопросе церковной унии. В 1329 году, став совершеннолетним, король Левон IV приказывает убить Ошина и его дочь, свою жену Алису.

## Семья
Ошин был женат три раза. Имя первой жены неизвестно. От первого брака у него осталось двое детей Алиса и Хетум. Второй раз Ошин женился в 1308 году на Маргарите Ибелин, дочери Балиана Ибелина и Алисы III Ламбронской, от которой у него было двое детей. Третий брак был заключен в 1320 году, женой регента стала вдова короля Киликии Жанной Анжуйской.
1-я жена: неизвестна
Дети:
- Алиса (?—1329)

М. — король Левон IV (1310—1341)
- Хетум II (1324—1325)

2-я жена: Маргарита Ибелин (1290 — после 1320)
Дети:
- Мария (1321 — до 1405)
- сын[2] (имя неизвестно)

3-я жена: Жанна Анжуйская (?—1323)

## Комментарии
1. 1 2  также известна как Джованна Тарентская